# Zwaantje Hans-Stokman's Hof
Zwaantje Hans-Stokman's Hof is een cultuurhistorisch museum en zandstrooiboerderij in Schoonebeek in het zuiden van Drenthe. Verder is er een permanente expositie over oliewinning door de NAM. De boerderij is sinds 16 mei 1978 eigendom van de cultuurhistorische stichting De Spiker die zeven jaar eerder werd opgericht.
De museumboerderij is gevestigd in een gerestaureerde Saksische boerderij tegenover het voormalige gemeentehuis. De boerderij stamt waarschijnlijk uit de 17e eeuw en werd vanaf 1855 bijna honderd jaar bewoond door de familie Hans (laatstelijk door Zwaantje Hans). In de 19e eeuw heeft een grondige renovatie plaatsgehad, waarbij de boerderij werd ingekort. Dit is nog te herkennen aan het jaartal 1877 in een gevelsteen boven de baanderdeur. De boerderij is ingericht als oudheidkamer en toont hoe mensen in de afgelopen eeuwen werkten en leefden in deze regio.

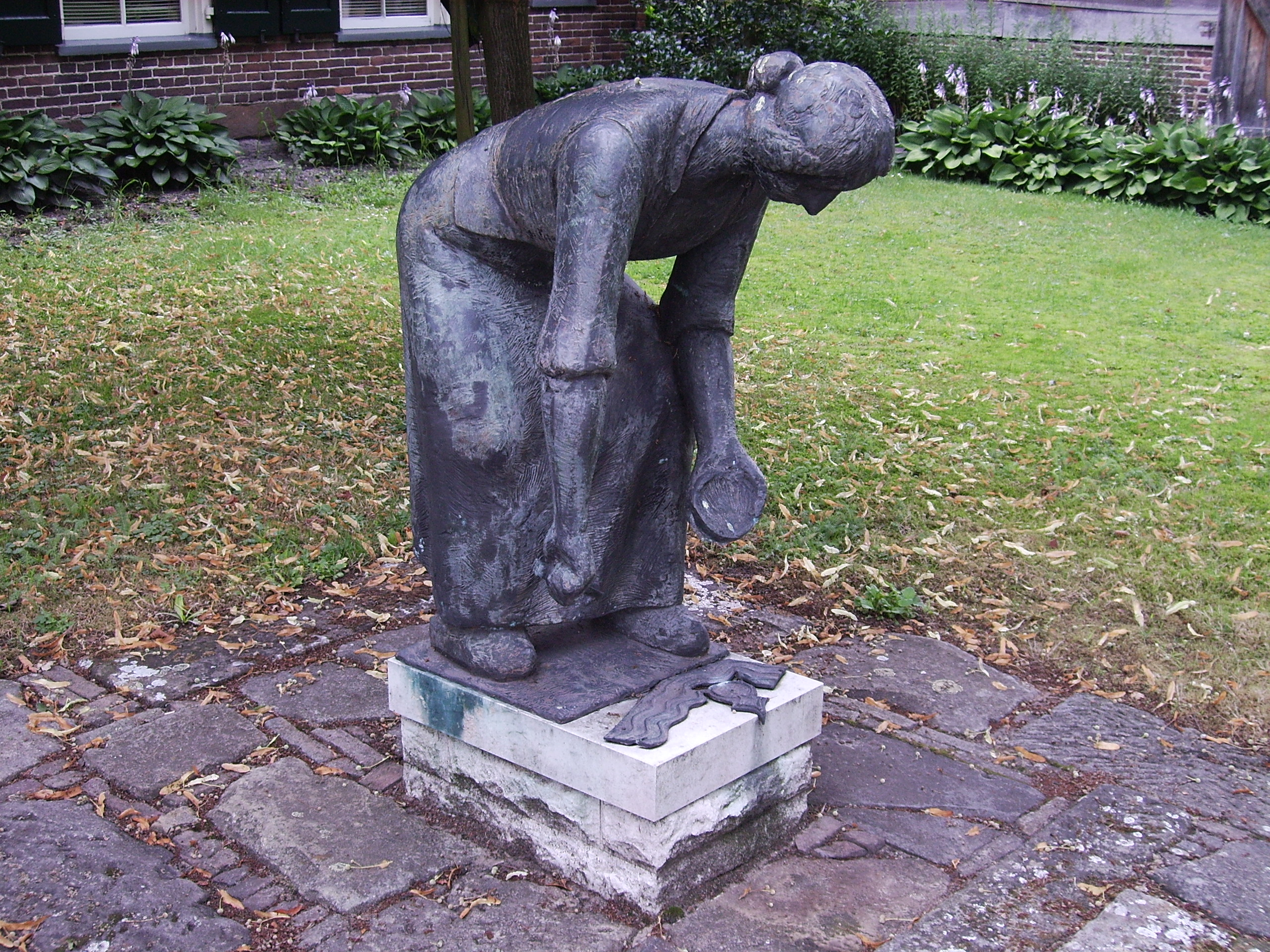
Beeld van een zandstrooiende Zwaantje Hans bij het museum

In de keuken van het museum worden demonstraties gehouden van het zandstrooien ofwel het leggen van een zandtapijt, een traditie die door Zwaantje in stand is gehouden. Anders dan de vloerbedekkingen van tegenwoordig, waren vloeren in vroeger tijden kaal en bestonden ze uit grote blokken Bentheimer zandsteen. Voor de aankleding werden ze door de boerin vaak aangekleed met allerlei zandpatronen. Dit gebeurde met name op de zondagen, wanneer de keuken er op zijn best moest uitzien. Speciaal voor scholieren organiseert het museum jaarlijks zandstrooiwedstrijden.
Verder zijn er prehistorische voorwerpen in het museum te zien die in de omgeving zijn gevonden, zoals vuistbijlen. Ook staat er een replica van het Bronsdepot van Schoonebeek, waarvan  de originelen te vinden zijn in het Drents Museum in Assen en het Rijksmuseum van Oudheden in Leiden.
Met behulp van fondsen van de lokaal gevestigde NAM kwam in 2014 een uitgebreide renovatie gereed. Een wagenschuur werd omgebouwd tot permanente, interactieve expositieruimte over de oliewinning in Schoonebeek. Daarnaast is de schuur ingericht voor wisselende tentoonstellingen van De Spiker.